# Garonnette

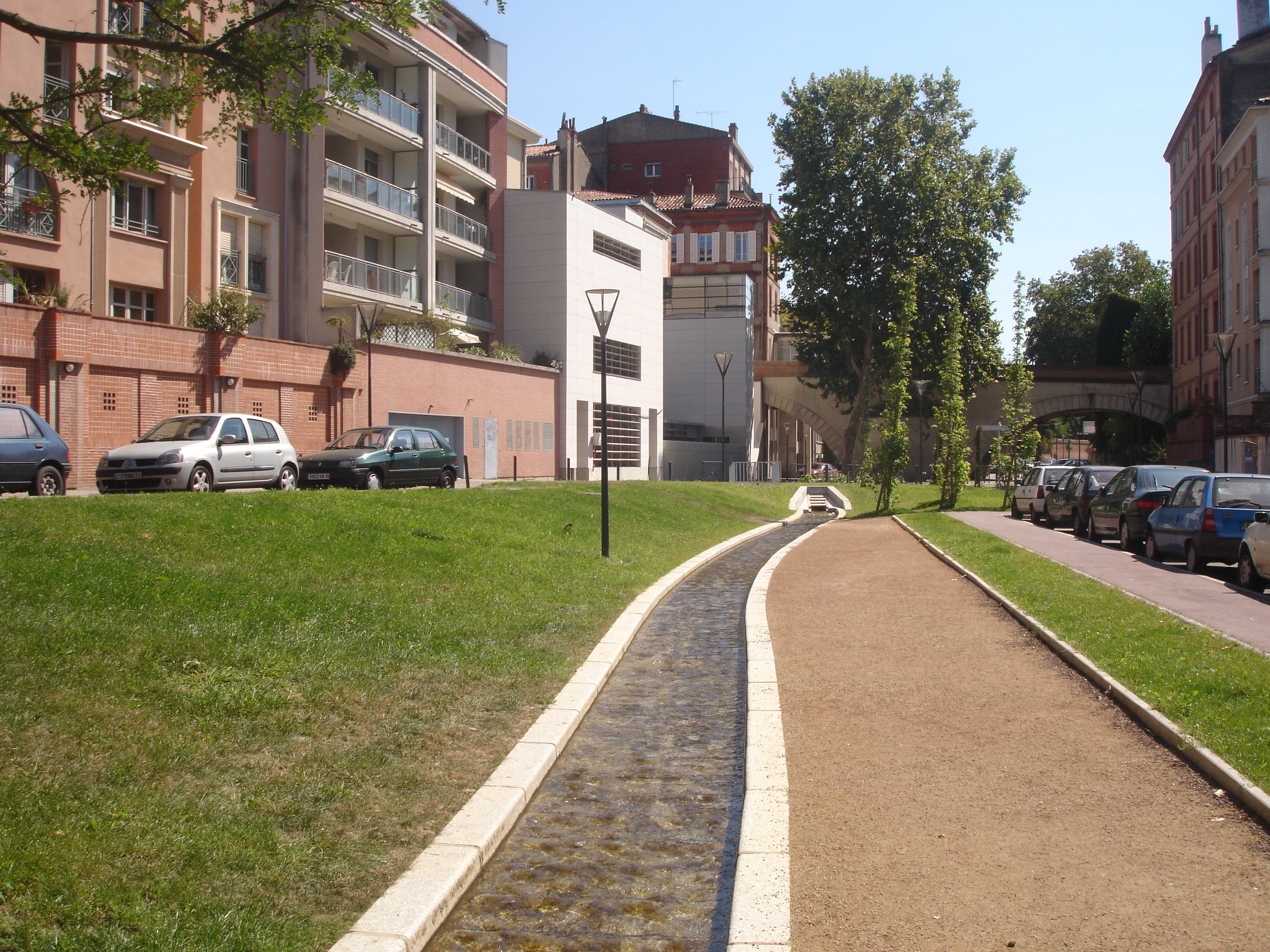
Petit canal de l'avenue de la Garonnette symbolisant l'ancien bras disparu.

La Garonnette, aussi nommé petite Garonne, canal de Lissac (ou Lyssac), est un ancien bras de la Garonne à Toulouse qui délimitait avec le cours principal du fleuve l’île de Tounis, et qui a été asséché en 1954. Aménagée en 2006-2007, l’avenue de la Garonnette qui lui avait succédé a retrouvé un petit canal et un cheminement piétonnier.

## Description

### Moulins du Château narbonnais
La Garonnette était enjambée en amont par un pont de sept arches qui supportait un ensemble de moulins de seize meules, appelés moulins du château Narbonnais, en raison de leur proximité avec le château des comtes de Toulouse. Ces moulins, comme ceux du Bazacle un peu plus bas sur la Garonne, étaient constitués en société par actions. La Garonnette constituait le canal de fuite de ces moulins et on a pu émettre l’hypothèse qu’elle avait été creusée à cette fin. Mais il est plus probable que l’île de Tounis existait de haute antiquité, tandis que des îles moins pérennes (les ramiers) se formaient et disparaissaient selon les fluctuations de la Garonne.
Après une inondation qui emporte la chaussée d’amenée, les moulins sont abandonnés au début du vingtième siècle, et détruits quelques années plus tard par un incendie. En 1924, pour donner plus de puissance à la centrale hydroélectrique du Ramier, on ferme les vannes des anciens moulins, ce qui précipite d’autant l’assèchement de la Garonnette.

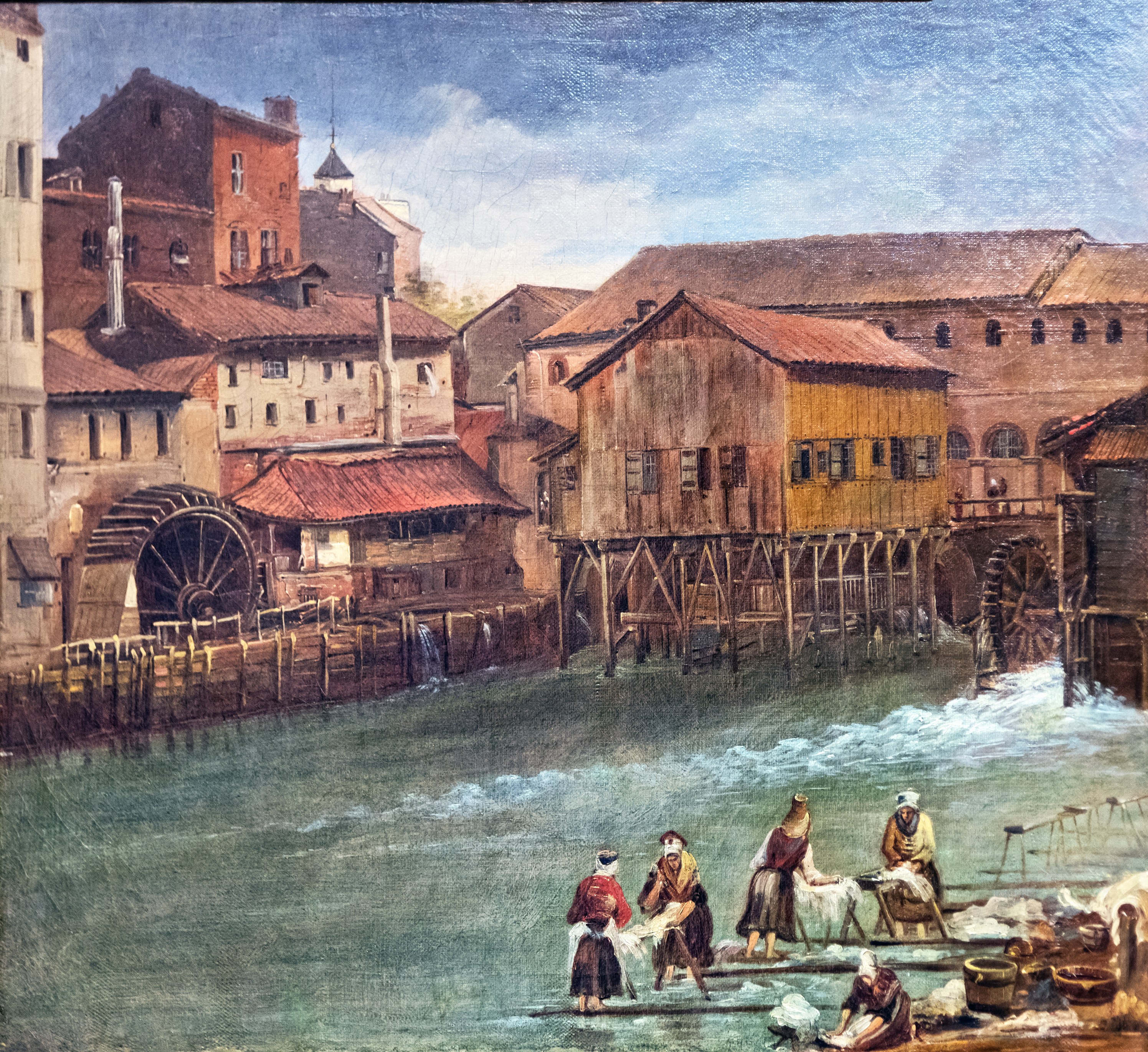
La Garonnette et les moulins du Château Narbonnais (1830)  musée du Vieux Toulouse.
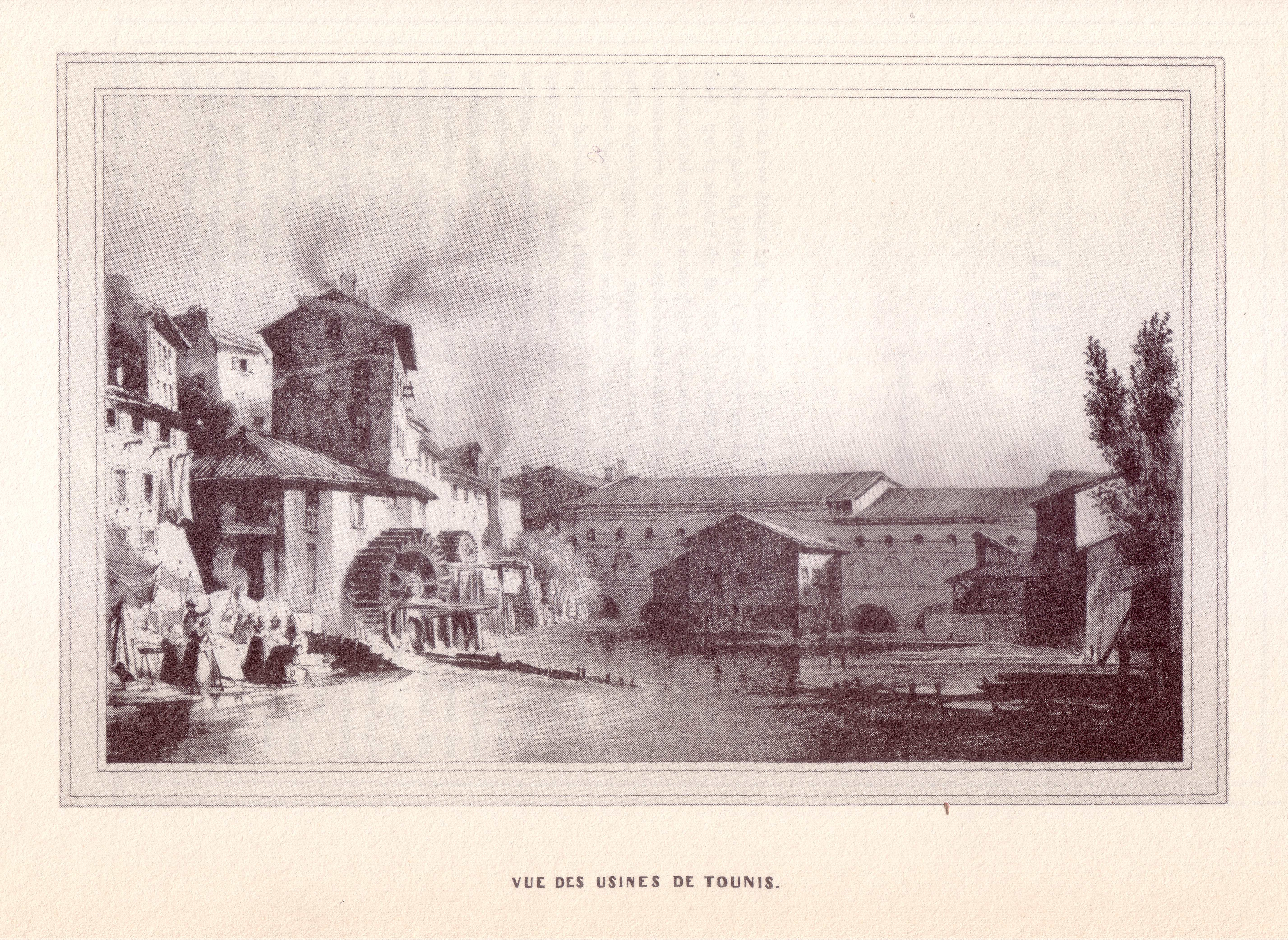
Les moulins du Château narbonnais, lithographie de Toulouse monumentale et pittoresque, de J.-M. Cayla et Théobule Pau

### Activités
Outre les moulins, les rives de la Garonnette étaient occupées par des lavoirs et des bateaux-lavoirs. Au fil du temps avaient été repoussées vers la Garonnette et l’île de Tounis toutes les activités malodorantes, comme la vente du poisson, les abattoirs, les corroyeries et tanneries, etc.

### Pont de Tounis
Vers le milieu du cours de la Garonnette se trouve le pont de Tounis, qui reliait l’île au quartier de la Dalbade. C’est un pont en brique, le plus ancien de Toulouse, antérieur d’un siècle au Pont-Neuf sur la Garonne. Il comportait plusieurs arches dont une seule demeure apparente, les autres ayant été englobées dans les constructions voisines.
Le pont de Tounis, prolongé par la rue du même nom, accédait à un pont qui traversait la Garonne pour aboutir à l’actuelle prairie des Filtres, appelé au XVIIe siècle le Pont de bois, vestige probable d’un pont plus ancien, le pont de Comminges.

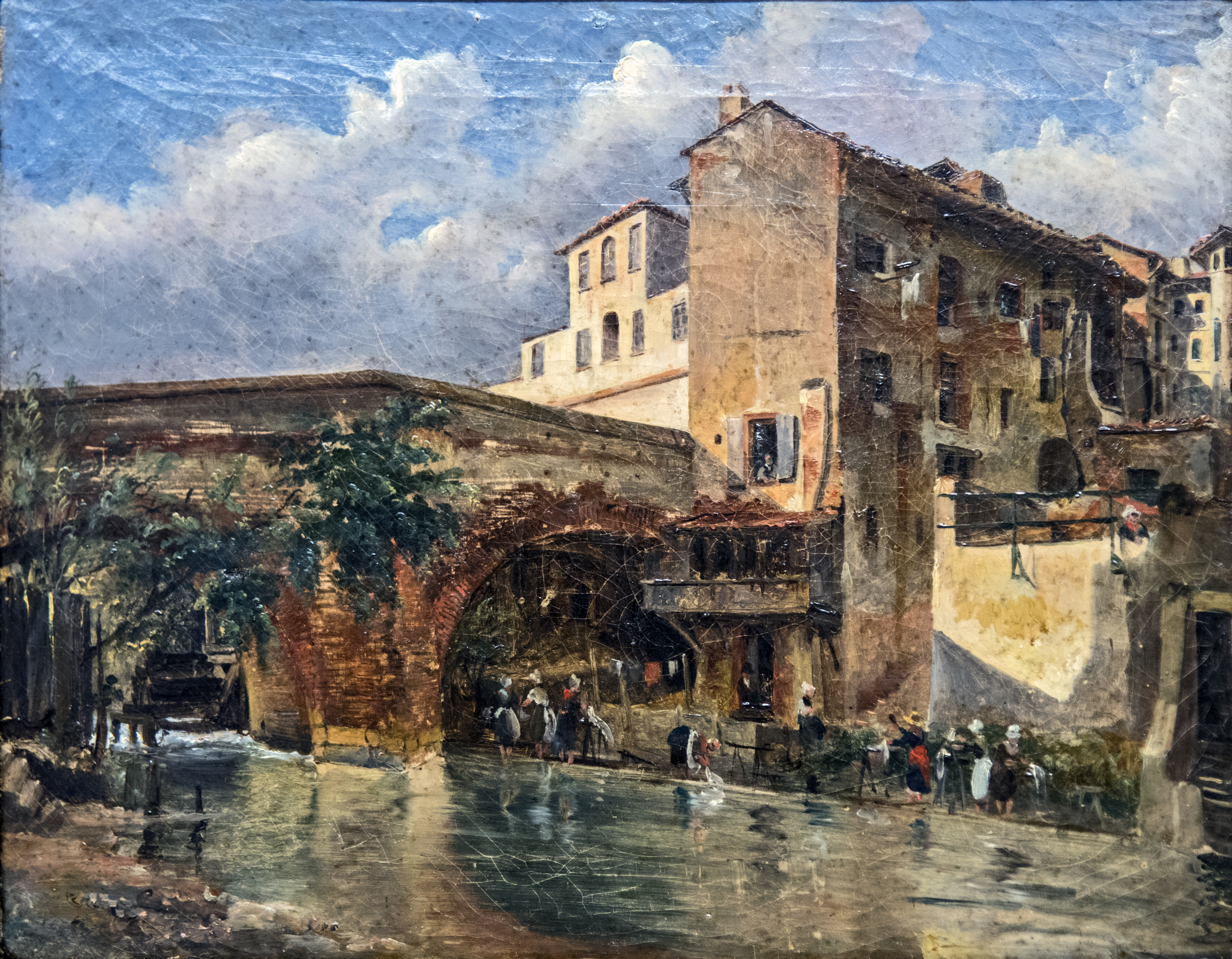
Le pont de Tounis et les lavandières Musée du Vieux Toulouse
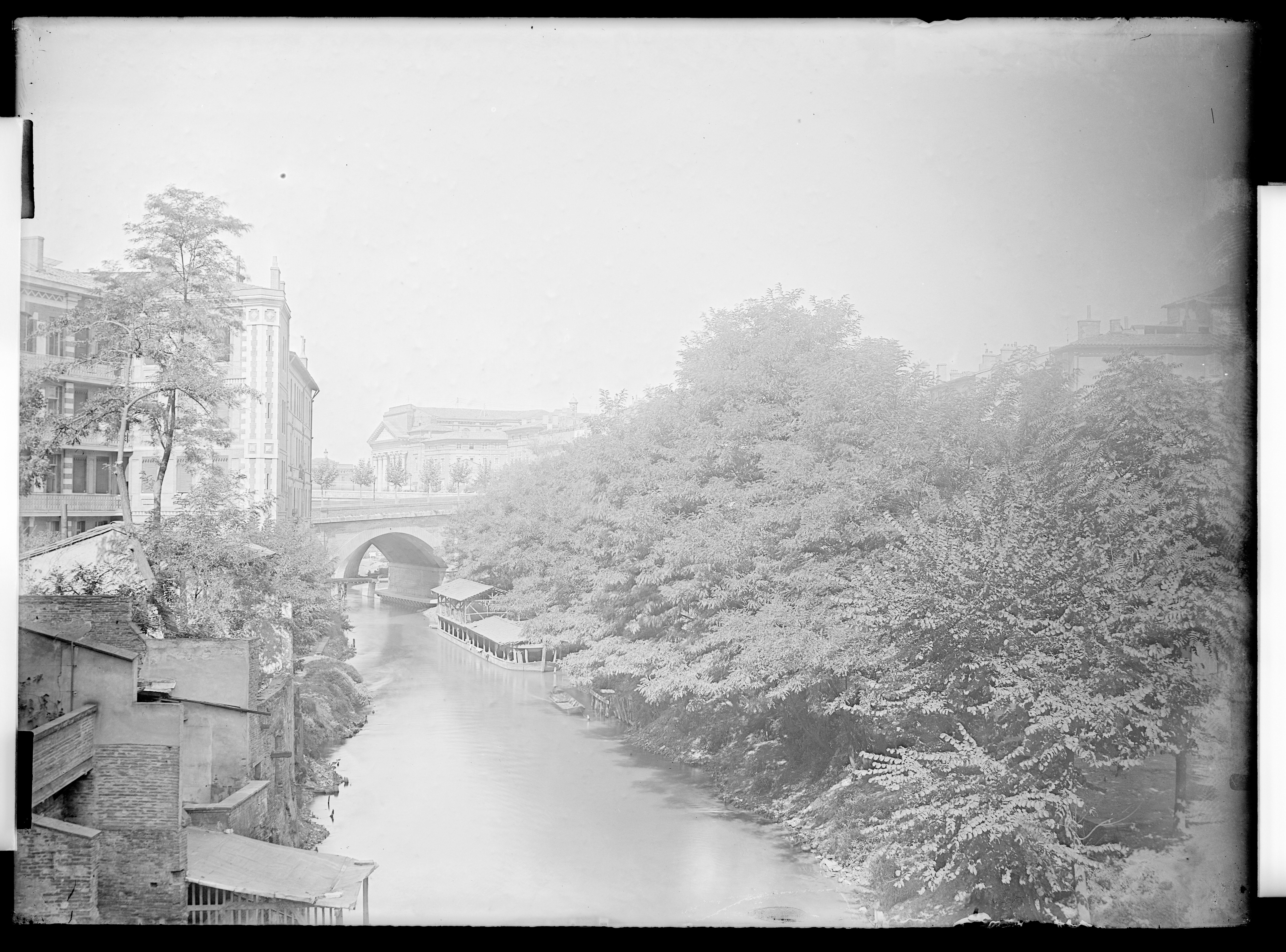
La Garonnette au début du XXe siècle, photographie d'Eugène Trutat conservée au muséum de Toulouse.
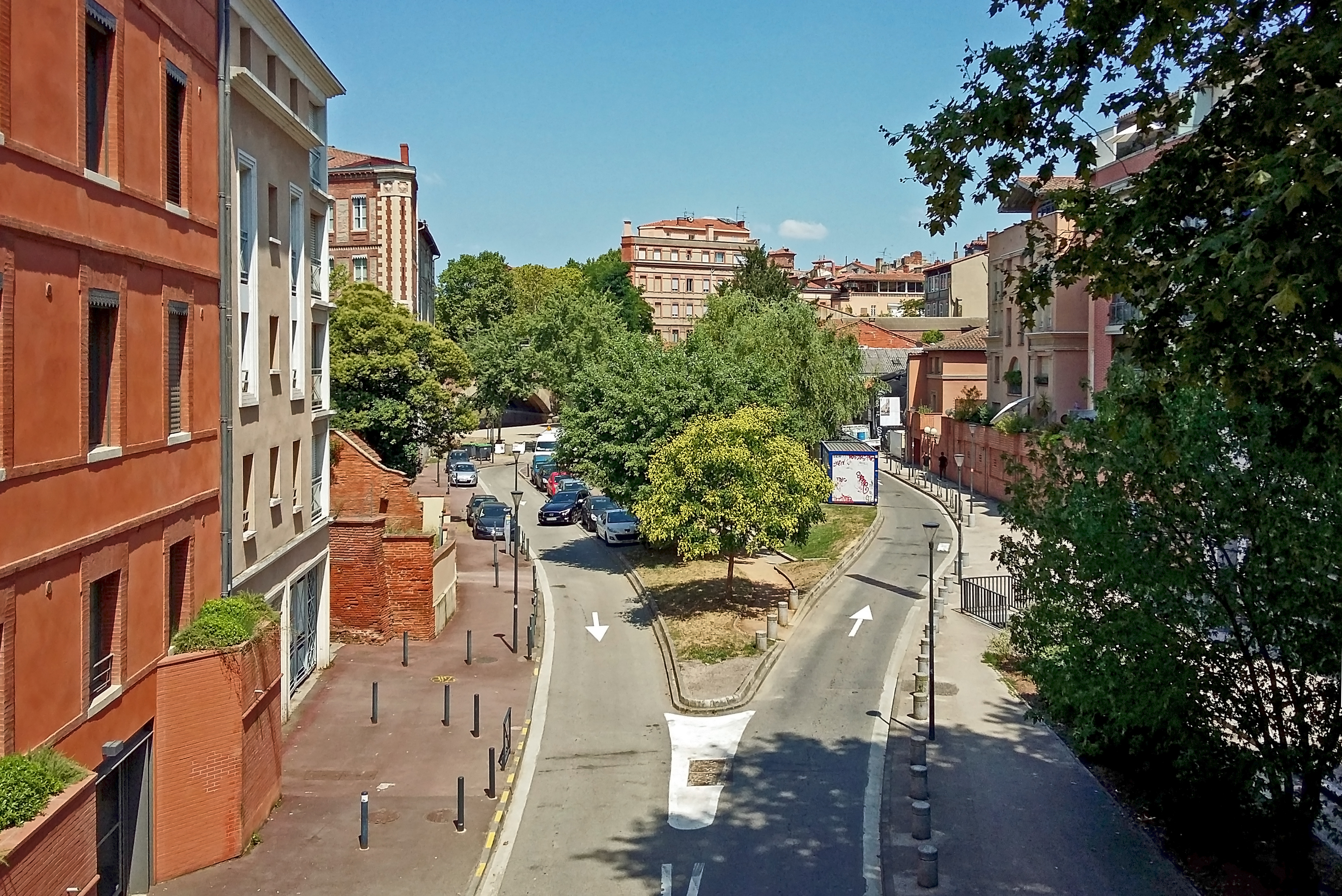
Rue de la Garonnette vue du pont de Tounis

### Pont de bois, pont de Pigasse, pont de fil de fer
Enfin, avant le débouché de la Garonnette dans la Garonne, au niveau du Pont-Neuf, se trouvait le pont de Pigasse, qui reliait la Halle aux poissons à la pointe de l’île de Tounis. Construit à la fin du seizième siècle, en bois, d’où son premier nom, le pont de bois, il s’écroule et est reconstruit à plusieurs reprises, et disparaît définitivement  en 1767. Il est remplacé par un bac. En 1871 on construit un pont suspendu étroit, plutôt une passerelle, baptisé par les Toulousains le pont de fil de fer. On appelle parfois actuellement pont Pigasse le pont qui franchit la Garonnette à sa jonction avec la Garonne, et qui unit les quais de la Daurade et de Tounis, par la place du Pont-Neuf.

### Assèchement de la Garonnette
Avec l’arrêt des moulins, qui entretenaient la circulation de l’eau, la Garonnette devint peu à peu insalubre, polluée par les rejets d’eaux usées des riverains. En 1947, l’entreprise chargée de rénover le Pont-Neuf doit dégager la première arche, encombrée par les alluvions, et est autorisée par la municipalité à déposer les matériaux le long de la Garonnette : c’est le début du comblement, avec seulement un égout fluvial de 300 m, qui est terminé en 1954. Avec la construction d’un immeuble de logements sur l’emplacement des moulins, la physionomie du quartier est radicalement transformée. La rue de la Garonnette sert de parc de stationnement.
En 2006-2007, un petit canal et un aménagement piétonnier sont établis.